# カンカン (ギニア)
カンカン(フランス語：Kankan)はギニア共和国東部のカンカン州の州都。
首都コナクリの東555ｋｍの内陸都市で、ミロ川に面している。2014年の人口は193,830人。

## 歴史
17世紀、ソニンケ人によって建都され、バテ帝国の主要都市、交易都市として栄えた。
1879年、サモリ・トゥーレ率いるサモリ帝国の侵略を受けた。

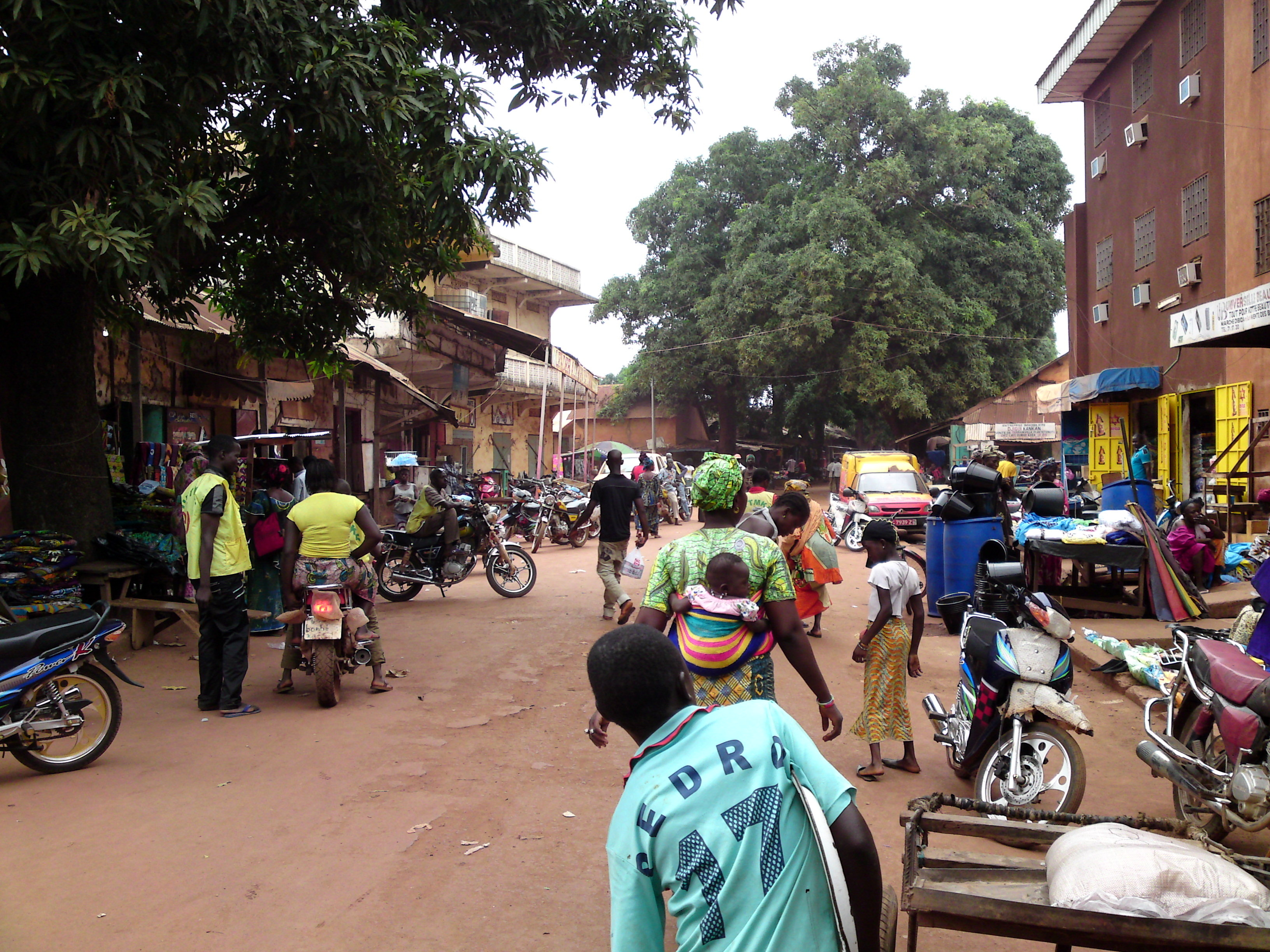

1891年、フランスにより占領された。

## 教育
- カンカン大学

## 宗教
西アフリカで最古といわれるモスクがある。